# Соколовский сельский округ (Северо-Казахстанская область)
Соколовский сельский округ (каз. Соколов ауылдық округі) — административная единица в составе Кызылжарского района Северо-Казахстанской области Казахстана. Административный центр и единственный населенный пункт — село Соколовка. Аким сельского округа — Сеитов Аскер Сепенович.
Население — 2749 человек (2009, 3773 в 1999, 4662 в 1989).

## Образование
В селе Соколовка имеется средняя школа с казахским и русским языком обучения. При школе имеется мини-центр «Арман» с полным днем пребывания.

## Здравоохранение
В селе имеется врачебная амбулатория, квалифицированные врачи, 2 аптеки.